# Juan Bernardo Zubiri
Juan Bernardo Zubiri (1792 - 1876) est un militaire espagnol carliste du XIXe siècle.

## Biographie

### Origine
Né à le 21 juillet 1792 à Bizkarreta-Gerendiain, Juan Bernardo Zubiri se destine tout d'abord à une carrière littéraire, mais il l'abandonne en 1809 pour combattre les français de l'Empire lors de la guerre d'Espagne.

### Guerre royale
En 1822, il seconde Juan Manuel de Sarasa (es) dans la création d'un corps de 200 soldats de Navarre, dont il prend le commandement, avec le grade de capitaine. Il combat pour le rétablissement du roi Ferdinand VII sur le trône et prend part à différentes batailles. En représailles, sa maison est incendiée trois fois et sa famille menacée. On le retrouve par exemple à Larrasaña, où avec seulement cinquante hommes, il défait un bataillon de 600 soldats et s'empare de deux canons et de multiples prisonniers.
A la fin de la guerre, en 1823, victorieux, il est affecté au régiment de ligne n°3, puis en 1826, il prend sa retraite militaire et s'installe dans son village natal. On le retrouve à nouveau dans les rangs de l'armée en 1830, sous les ordres du commandant Francisco Benito Eraso (es), avec lequel il participe aux combats à Valcarlos le 18 octobre.

### Première Guerre carliste
A la mort de Ferdinand VII en 1833, Juan Bernardo Zubiri se rallie à Charles de Bourbon et aux carlistes qui combattent l'héritière légitime Isabelle II. Nommé commandant et placé à la tête du 4e bataillon de Navarre par Tomás de Zumalacárregui, il prend part aux batailles successives d'Estella, Vitoria, Elzaburu et Lumbier. Il s'y fait remarquer puisque le 1er mai 1833 il est fait colonel et devient aide de camp de Zumalacárregui. Il participe à une dizaine de combats avant d'être détaché auprès du général Vicente González Moreno (es), avec qui on le retrouve à Lerma, Los Arcos, Arrigorriaga et Medina de Pomar ou à la Bataille de Mendigorría (es).
Après deux ans de guerre, il seconde Nazario Eguía (es) et se distingue à chacune des batailles auxquelles il participe, comme à celle d'Arlaban en passant par la prise de Balmaseda. Blessé à Plencia, il est nommé général de brigade et reçoit le commandement de la 1ère brigade de réserve de Navarre le 10 avril 1836. Il combat alors à Tirapegui, Espinal, Burguete, Oteiza, Lizoáin, Burceña, Azua et Erandio ou à la Bataille de Luchana (es) le 24 décembre. Il est ensuite sous les ordres de Sébastien de Bourbon et de Juan Antonio Guergué. 
En 1839, il refuse la convention d'Ognate et émigre en France, ne retournant s'installer en Navarre qu'en 1849. Il meurt finalement le 14 septembre 1866 dans sa ville natale.